# Pokrštavanje Skandinavije
Pokrštavanje Skandinavije dogodilo se između 8. i 12. stoljeća.
Područja uže Skandinavije, Danske, Norveške i Švedske, osnovali su svoje nadbiskupije, odgovorne izravno papi 1104., 1154. i 1164. Prijelaz na kršćanstvo trajao je dugo, jer je trebalo uspostaviti mrežu crkava. Laponci (Saami) pokršteni su tek u 18. stoljeću.
Island je pokršten oko 1000., ali ni onda nije nestalo poganstva.
Iako su Skandinavci postali kršćani, dugo je trajalo, da usvoje kršćanska uvjerenja. Stare autohtone tradicije i dalje su postojale, a teško su se usvajali pojmovie istočnog grijeha, utjelovljenja i Presvetog Trojstva.
Arheološka iskopavanja grobnih mjesta na otoku Lovön kraj Stockholma, pokazala su da je proces usvajanja kršćanstva trajao barem 150 do 200 godina.
Tijekom ranog srednjeg vijeka, papinstvo se još nije očitovalo kao središnja katolička vlast, tako da se razvijala varijanta regionalnoga kršćanstva. Kršćanski misionari nastojali su prilagoditi propovijedanje pa su predstavili Krista "kao osobu snage i sreće", a knjiga Otkrivenja, koja predstavlja Krista kao pobjednika nad Sotonom, igrala je središnju ulogu u širenju kršćanstva među Vikinzima.